# Vít Kopřiva
Vít Kopřiva (ur. 15 czerwca 1997 w Bílovcu) – czeski tenisista.

## Kariera tenisowa
W karierze zwyciężył w trzech singlowych oraz w dwóch deblowych turnieju cyklu ATP Challenger Tour. Ponadto wygrał pięć singlowych oraz dziesięć deblowych turniejów rangi ITF.
W rankingu gry pojedynczej najwyżej był na 111. miejscu (25 września 2023), a w klasyfikacji gry podwójnej na 261. pozycji (17 października 2022).

### Zwycięstwa w turniejach ATP Challenger Tour

#### Gra pojedyncza
| Końcowy wynik | Nr | Data             | Turniej    | Nawierzchnia | Przeciwnik      | Wynik finału     |
| ------------- | -- | ---------------- | ---------- | ------------ | --------------- | ---------------- |
| Zwycięzca     | 1. | 5 maja 2022      | Prościejów | Ceglana      | Dalibor Svrčina | 6:2, 6:2         |
| Zwycięzca     | 2. | 30 lipca 2023    | Werona     | Ceglana      | Witalij Saczko  | 1:6, 7:6(3), 6:2 |
| Zwycięzca     | 3. | 10 września 2023 | Tulln      | Ceglana      | Sumit Nagal     | 6:2, 6:4         |

#### Gra podwójna
| Końcowy wynik | Nr | Data             | Turniej  | Nawierzchnia | Partner           | Przeciwnicy                               | Wynik finału   |
| ------------- | -- | ---------------- | -------- | ------------ | ----------------- | ----------------------------------------- | -------------- |
| Zwycięzca     | 1. | 27 czerwca 2021  | Mediolan | Ceglana      | Jiří Lehečka      | Dustin Brown Tristan-Samuel Weissborn     | 6:4, 6:0       |
| Zwycięzca     | 2. | 24 września 2022 | Braga    | Ceglana      | Jaroslav Pospíšil | Jeevan Nedunchezhiyan Christopher Rungkat | 3:6, 6:3, 10–4 |